# Liste der x86er-Koprozessoren
Die Liste der x86er-Koprozessoren beinhaltet Koprozessor-Modelle für x86-Prozessoren.

## Hersteller

### AMD
|  | Bezeichnung | geeignet für ... | Jahr der Einführung | Takt- frequenzen     | Gehäuse        | Technologie | Beschreibung                          |
|  | ----------- | ---------------- | ------------------- | -------------------- | -------------- | ----------- | ------------------------------------- |
|  | Am80C287    | i80286 Am286     | 1989                | 10 MHz 12 MHz 16 MHz | DIP-40 PLCC-44 | CMOS        | kompatibel mit i80287                 |
|  | Am80EC287   | i80286 Am286     |                     | max. 16 MHz          | DIP-40         | CMOS        | wie Am80C287, nur mit Powermanagement |

### Chips & Technologies
|  | Bezeichnung             | geeignet für ... | Jahr der Einführung | Takt- frequenzen                   | Gehäuse | Technologie | Beschreibung        |
|  | ----------------------- | ---------------- | ------------------- | ---------------------------------- | ------- | ----------- | ------------------- |
|  | SUPER MATH J38700DX     | i386DX           | 1992                | 16 MHz 20 MHz 25 MHz 33 MHz 40 MHz | PGA-68  | 1,2 µm CMOS | kompatibel mit i387 |
|  | SUPER MATH P38700SX A/B | i386SX           | 199?                | 16 MHz 20 MHz 25 MHz 33 MHz 35 MHz | PLCC-68 | 1 µm CMOS   |                     |

### Cyrix
|  | Bezeichnung                 | geeignet für ...             | Jahr der Einführung | Takt- frequenzen                          | Gehäuse                    | Technologie | Beschreibung |
|  | --------------------------- | ---------------------------- | ------------------- | ----------------------------------------- | -------------------------- | ----------- | --- |
|  | FasMath CX-82S87            | i80286 i386SX                | 1991                | 06 MHz 08 MHz 10 MHz 12 MHz 16 MHz 20 MHz | DIP-40 PLCC-44             | CMOS        | softwarekompatibel mit i387 basierend auf CX83D87 mit Stromspartechnik pinkompatibel mit i80287 (DIP) pinkompatibel mit i80287XLT (PLCC) alternative Bezeichnung Cyrix 287XL(+)(?) |
|  | FasMath CX-83S87            | i386SX                       | 1990                | 16 MHz 20 MHz 25 MHz 33 MHz               | PLCC-68                    | 1,0 µm CMOS | alternative Bezeichnung Cyrix 387SX pin- und softwarekompatibel mit i387SX |
|  | FasMath CX-83D87            | i386DX                       | 1989                | 16 MHz 20 MHz 25 MHz 33 MHz 40 MHz        | PGA-68, PQFP-80 auf PGA-68 | 1,0 µm CMOS | integriertes Powermanagement Codename des Designs: Little Seven (L7) pin- und softwarekompatibel mit i387DX alternative Bezeichnung Cyrix 387DX(+)                                 |
|  | Cyrix 387SL                 | i386SL                       |                     | 25 MHz                                    | PLCC-68                    | CMOS        | pin- und softwarekompatibel mit i387SL(?) |
|  | Cx487DLC                    | i386DX Cx486DLC              | 1992                | 33 MHz 40 MHz                             | PGA-68                     | 0,8 µm CMOS | für Cx486DLC-kompatible im i386-Sockel |
|  | Cx487S                      | Cx486S Cx486DX i486SX i486DX | 1993                | 33 MHz 40 MHz                             | PQFP-80                    | 0,8 µm CMOS | |
|  | Cx87DLC                     | i386DX Cx486DLC              |                     | 33 MHz 40 MHz                             | PQFP-80 auf PGA-68         | CMOS        | für Cx486DLC-kompatible im i386-Sockel |
|  | Cx87SLC                     | i386SX Cx486SLC              |                     | 25 MHz 33 MHz                             | PLCC-68 PQFP-80            | CMOS        | alternative Bezeichnung CXSLC87 |
|  | FasMath CX-EMC87 (AutoMath) | i386                         |                     | 16 MHz 20 MHz 25 MHz 33 MHz 40 MHz        | PGA-121                    | 1,0 µm CMOS | softwarekompatibel wie CX-83D87 mit Weitek-Modus (Memory-Mapping etc.) wird von AutoCAD unterstützt pinkompatibel mit Weitek WTL3167(?)                                            |

### IIT
|  | Bezeichnung | geeignet für ... | Jahr der Einführung | Takt- frequenzen                   | Gehäuse         | Technologie                                          | Beschreibung                                    |
|  | ----------- | ---------------- | ------------------- | ---------------------------------- | --------------- | ---------------------------------------------------- | ----------------------------------------------- |
|  | 2C87(P/PL)  | i80286 i386SX    | 1989                | 08 MHz 10 MHz 12 MHz 16 MHz 20 MHz | DIP-40 PLCC-44  | 1,2 µm CMOS                                          | softwarekompatibel mit i387 40.000 Transistoren |
|  | 3C87        | i386DX           | 1989                | 16 MHz 20 MHz 25 MHz 33 MHz 40 MHz | PGA-68 PLCC-68  | 1,2 µm CMOS (16 MHz- und 20 MHz-Version) 1,0 µm CMOS |                                                 |
|  | 3C87SX      | i386SX           | 1989                | 16 MHz 20 MHz 25 MHz 33 MHz 40 MHz | PLCC-68         |                                                      |                                                 |
|  | 4C87SLC     | i386SX Cx486SLC  |                     | 25 MHz 33 MHz 40 MHz               | PLCC-68 TQFP-80 |                                                      |                                                 |
|  | 4C87DLC     | i386DX Cx486DLC  |                     | 33 MHz 40 MHz                      | PGA-68 PLCC-68  |                                                      | basierend auf 3C87                              |
|  | 487DLX25/50 | i386DX Cx486DLC  |                     | 25 MHz intern: 50 MHz              | PGA-68          |                                                      | interne Taktverdopplung                         |
|  | XC87DLC     | i386DX Cx486DLC  |                     | 25 MHz 33 MHz                      | PGA-68          |                                                      |                                                 |
|  | XC87SLC     | i386SX Cx486SLC  | 1989                | 33 MHz                             | PLCC-68         |                                                      |                                                 |
|  | XC87DLX2    | i386DX Cx486DLC  | 1994(?)             | 25 MHz intern: 50 MHz              | PGA-68(?)       |                                                      | interne Taktverdopplung basierend auf 3C87      |

### Intel
|  | Bezeichnung | geeignet für ...          | Jahr der Einführung | Takt- frequenzen                                                                              | Gehäuse        | Technologie                                | Beschreibung |
|  | ----------- | ------------------------- | ------------------- | --------------------------------------------------------------------------------------------- | -------------- | ------------------------------------------ | --- |
|  | i8087       | i8086 i8088 i80186 i80188 | 1980                | 05 MHz (8087/8087-3) 08 MHz (8087-2) 10 MHz (8087-1)                                          | DIP-40         | 3 µm NMOS                                  | ca. 45.000 Transistoren ca. 50.000 FLOPS |
|  | i80C187     | i80C186                   | 1988                | 12 MHz 16 MHz                                                                                 | DIP-40 PLCC-44 | 1,5 µm CHMOS III                           | basiert auf dem Design des i387 voll softwarekompatibel mit i8087, i80287 und i387 Produktionsende: 1996                                                            |
|  | i80287      | i80286 i386               | 1983                | 06 MHz (i80287-3) 06 MHz (i80287-6) 08 MHz (i80287-8) 10 MHz (i80287-10) 12,5 MHz (i80287-12) | DIP-40         | 1,5 µm HMOS III (NMOS) CHMOS III (i80C287) | |
|  | i80287XL    | i80286 i80C286            |                     | bis 12,5 MHz                                                                                  | DIP-40         | 1,5 µm CHMOS III                           | mit i387-Funktionen |
|  | i80287XLT   | i80286 i80C286            |                     | bis 12,5 MHz                                                                                  | PLCC-44        | 1,5 µm CHMOS III                           | mit i387-Funktionen |
|  | i387        | i386DX i386SX             | 1986                | 16 MHz 20 MHz 25 MHz                                                                          | PGA-68 CQFP-68 | 1,5 µm CHMOS III                           | ca. 120.000 Transistoren Die-Größe: 7 mm × 7,5 mm Kompatibel mit dem i386DX Die Quellen sind nicht ganz eindeutig, aber vermutlich nicht kompatibel mit dem 80386SX |
|  | i387DX      | i386DX                    | 1989                | 16 MHz 20 MHz 25 MHz 33 MHz                                                                   | PGA-68         | 1,0 µm CHMOS IV                            | verbesserter i387 Die-Größe: 5,5 mm × 5,5 mm Nur mit dem i386DX kompatibel                                                                                          |
|  | i387SX      | i386SX                    |                     | 16 MHz 20 MHz 25 MHz 33 MHz                                                                   | PLCC-68        | 1,0 µm CHMOS IV                            | Nur für den i386SX |
|  | i387SL      | i386SL                    | 1992                | 16 bis 25 MHz                                                                                 | PLCC-68        | 1,0 µm CHMOS IV                            | integriertes Powermanagement für Mobile-Anwendungen |
|  | i487SX      | i486SX                    | 1991                | 20 MHz 25 MHz 33 MHz                                                                          | PGA-169        | 1,0 µm CHMOS IV                            | vollwertiger i486DX ein Pin deaktiviert den vorhandenen i486SX |

### NexGen
|  | Bezeichnung | geeignet für ... | Jahr der Einführung      | Takt- frequenzen                 | Gehäuse | Technologie | Beschreibung |
|  | ----------- | ---------------- | ------------------------ | -------------------------------- | ------- | ----------- | --- |
|  | Nx587       | Nx586            | offiziell nie erschienen | 60 MHz (?) 66 MHz (?) 90 MHz (?) | PGA-143 | 0,5 µm CMOS | nur als Muster erschienen 700.000 Transistoren Betriebsspannung 4,0 V VLB-Mainboards mit Nx587-Sockel nur als Prototypen |

### ULSI
|  | Bezeichnung                   | geeignet für ... | Jahr der Einführung | Takt- frequenzen            | Gehäuse        | Technologie | Beschreibung |
|  | ----------------------------- | ---------------- | ------------------- | --------------------------- | -------------- | ----------- | --- |
|  | US83C87                       | i386DX           | 1991                | 20 MHz 25 MHz 33 MHz 40 MHz | PGA-68 PLCC-68 | 1,2 µm CMOS | FPU-Takt immer gleich CPU-Takt kompatibel mit i387 etwas schneller als der i387DX, speziell in den Grundrechenarten transzendentale Funktionen nur geringfügig schneller |
|  | Math-Co DX                    | i386DX           |                     | 33 MHz 40 MHz               | PGA-68         | CMOS        | wie ULSI US83C87 |
|  | Math-Co DX-2 (US83D87-C)      | i386DX           |                     | 33 MHz (intern 66 MHz)      | PGA-68         | CMOS        | wie ULSI US83C87, jedoch mit asynchronem Takt interne Taktverdopplung |
|  | Math-Co DX/DLC                | i386DX Cx486DLC  |                     | 40 MHz                      | PGA-68         | CMOS        | |
|  | MathCo DX/DLC2-50 (US83D87-C) | i386DX Cx486DLC  |                     | 25 MHz (intern 50 MHz)      | PGA-68         | CMOS        | mit asynchronem Takt interne Taktverdopplung |
|  | Math-Co SX (US83S87)          | i386SX           |                     | 16 MHz 20 MHz 25 MHz 33 MHz | PLCC-68        | CMOS        | wie ULSI US83C87 mit Power-Saving und Sleep-Mode |
|  | Math-Co SX/SLC                | i386SX Cx486SLC  |                     | 33 MHz 40 MHz               | PLCC-68        | CMOS        | |

### Weitek Abacus
|  | Bezeichnung | geeignet für ... | Jahr der Einführung | Takt- frequenzen     | Gehäuse                                | Technologie                               | Beschreibung |
|  | ----------- | ---------------- | ------------------- | -------------------- | -------------------------------------- | ----------------------------------------- | --- |
|  | WTL1167     | i386DX           | vor i387(?)         | 20 MHz               | Kleine PGA(?)-121-Platine mit drei ICs | WTL1164: 2,5 µm NMOS WTL1165: 2,5 µm NMOS | weder pin- noch softwarekompatibel mit i80x87 nur Softwareunterstützung für Quadratwurzel kleine Platine mit Weitek WTL1163, WTL1164 und WTL1165 |
|  | WTL3167     | i386DX           | 1989(?)             | 20 MHz 25 MHz 33 MHz | PGA-121                                | CMOS                                      | weder pin- noch softwarekompatibel mit i80x87 ein W3167-Sockel wird benötigt                                                                     |
|  | WTL4167     | i486 i487SX      |                     | 25 MHz 33 MHz        | PGA-142                                | CMOS                                      | weder pin- noch softwarekompatibel mit i80x87 ein W4167-Sockel wird benötigt                                                                     |